# Psychoda albopicta
Psychoda albopicta är en tvåvingeart som beskrevs av Enrico Adelelmo Brunetti 1911. Psychoda albopicta ingår i släktet Psychoda och familjen fjärilsmyggor. Inga underarter finns listade i Catalogue of Life.